# Линден (Северна Каролина)
Линден (енгл. Linden) град је у америчкој савезној држави Северна Каролина.

## Демографија
По попису из 2010. године број становника је 130, што је 3 (2,4%) становника више него 2000. године.
| Група             | 2000.       | 2010.       |
| Белци             | 118 (92,9%) | 100 (76,9%) |
| Афроамериканци    | 4 (3,1%)    | 16 (12,3%)  |
| Азијати           | 0 (0,0%)    | 1 (0,8%)    |
| Хиспаноамериканци | 3 (2,4%)    | 7 (5,4%)    |
| Укупно            | 127         | 130         |